# Allée du Manège
L'allée du Manège est une voie de circulation des jardins de Versailles, en France.

## Description
L'allée du Manège débute au sud-ouest devant le Grand Canal de Versailles et se termine environ 600 m au nord-est sur l'allée Saint-Antoine.